# Daniele De Paoli

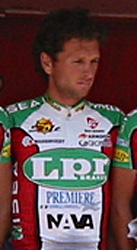
Daniele de Paoli (2005)

Daniele De Paoli (6 december 1973) is een voormalig Italiaans wielrenner.

## Levensloop en carrière
De Paoli werd prof in 1997 en bleef dat tot 2006. Hij won de Ronde van de Abruzzen in 2000. In de Ronde van Italië eindigde hij tweemaal in de top tien.

## Resultaten in voornaamste wedstrijden
| Jaar | Ronde van Italië | Ronde van Frankrijk | Ronde van Spanje |
| ---- | ---------------- | ------------------- | ---------------- |
| 1997 | 29e              |                     |                  |
| 1998 | 8e               |                     |                  |
| 1999 | 8e               |                     | opgave           |
| 2000 | 36e              |                     |                  |
| 2001 | 21e              |                     | opgave           |
| 2002 | 32e              |                     |                  |
| 2006 |                  |                     |                  |

| Jaar | Milaan-San Remo | Luik-Bast.‑Luik | Ronde van Lombardije |
| ---- | --------------- | --------------- | -------------------- |
| 1997 |                 |                 |                      |
| 1998 | 134e            |                 |                      |
| 1999 |                 |                 |                      |
| 2000 |                 | 64e             |                      |
| 2001 |                 |                 | 38e                  |
| 2002 |                 |                 |                      |
| 2006 |                 |                 | 30e                  |